# 滬尾藝文休閒園區
滬尾藝文休閒園區（FAB Green Village）坐落在新北市淡水區，毗鄰淡水紅毛城、滬尾砲台、一滴水紀念館、淡水海關碼頭等景點。
滬尾藝文休閒園區由將捷集團旗下公司將捷文創興建經營，與新北市政府、財政部國有財產署簽約BOT合作開發案，為九典聯合建築師事務所設計，從2014年起租用50年。園區已於2019年9月底正式開幕，總基地面積達2.16公頃，園區的服務分為將捷金鬱金香酒店（Golden Tulip Fab Hotel）、禮萊廣場（Fab Mall）、國賓影城等複合式場域，定位為「飯店、商場、休憩、餐飲、藝文」一站式休閒消費環境。
滬尾藝文休閒園區開幕典禮，新北市政府指出，滬尾藝文休閒園區結合淡水自然景致與人文，將成為市府推動「青春山海線」中的一大亮點。國產署署長曾國基表示，本案自民國103年度招商、105年簽約，將捷集團僅用兩年半就完成滬尾休閒園區相關建設，是中央、地方政府與民間合作典範；為了讓國有土地發揮最大效益，國產署此次提供約6000多坪土地，也期待日後持續與新北市政府合作，共同為市民福祉努力。

## 歷史
- 2014年4月24日，滬尾藝文休閒園區BOT案將捷集團通過甄審。
- 2014年10月30日，「滬尾藝文休閒園區招商案」新北市政府與將捷集團董事長林長勲正式簽約。
- 2016年12月5日，新北市市長朱立倫主持滬尾藝文休閒園區開工動土典禮，於致詞時表示，滬尾藝文休閒園區結合文化建設、商業設施、觀光旅遊三大特色，將帶動淡水地方繁榮與藝文產業發展。
- 2018年7月18日，滬尾藝文休閒園區舉行上樑典禮，朱立倫親臨祈福。
- 2019年9月29日，滬尾藝文休閒園區舉辦開幕典禮，園區坐擁觀音山與淡水河美景，將成為青春山海線重要的景點，也是北台灣旅遊新亮點[4]。

## 建築
滬尾藝文休閒園區為九典聯合建築師事務所設計，為地下3層、地上6層之建築體，包含多功能展場、將捷金鬱金香酒店、禮萊廣場及國賓影城，總占地面積2.16公頃，園區綠化空間與生態溪流占總基地面積60%，建築為尊重周邊地景，改以融入方式，低調、謙卑隱身，既可遠眺觀音山與淡水河景，又能避免破壞優美天際線。
2019年獲得新北市政府環境保護局頒發鑽石級綠建築標章。建築外殼特別採用低調又簡潔的白色，目的是不搶周圍生態綠意盎然的風采，同時減少表面吸熱、緩和室內高溫壓力；屋頂覆土綠化有助於高效率隔熱和減少熱島效應，埔頂草原上的 12 只天窗，襯透著自然光兼具節能、隔熱、採光、安全及美觀功能。

### 將捷金鬱金香酒店
酒店位於3至7樓，共有175間客房。酒店和群輯旅館管理顧問簽約，加盟法國羅浮宮酒店集團旗下品牌金鬱金香酒店，成為台灣首家金鬱金香酒店。

## 交通

### 捷運、公車
- 淡水線淡水站2號出口搭乘紅26至滬尾砲台站下車。
- 淡水線淡水站2號出口公車等候區，搭乘接園區接駁車。
- 至淡水區中正路永樂巷口(中山市場)站搭乘757、837、857至滬尾砲台站下車。

## 開放時間
- 戶外空間24小時開放
- 將捷金鬱金香酒店—服務時間: 24 hours
- 禮萊廣場—營業時間: 週日～週四 11:00~21:30，週五、週六及例假日 11:00~22:00

## 外部連結
- 滬尾藝文休閒園區官網 （页面存档备份，存于）
- 滬尾藝文休閒園區Facebook專頁
- 滬尾藝文休閒園區-新北旅遊網 （页面存档备份，存于）
- 將捷金鬱金香酒店 Facebook專頁